# Tom von Dreger

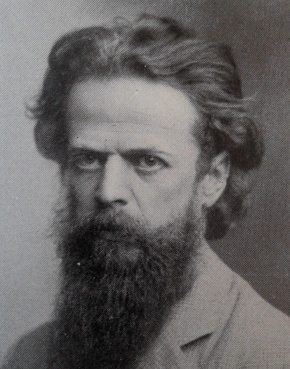
Tom von Dreger

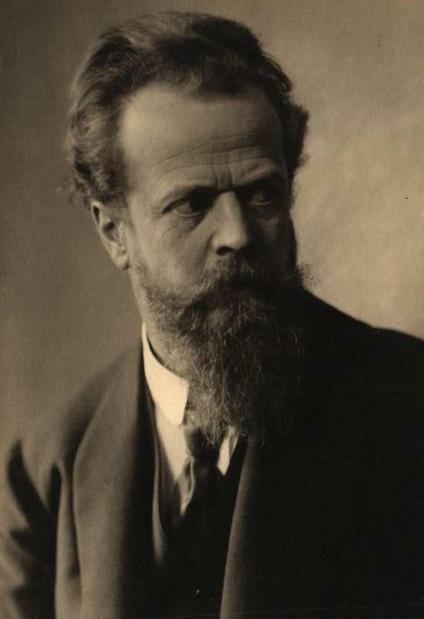
Franz Löwy: Porträtfoto Tom von Dreger, 1920

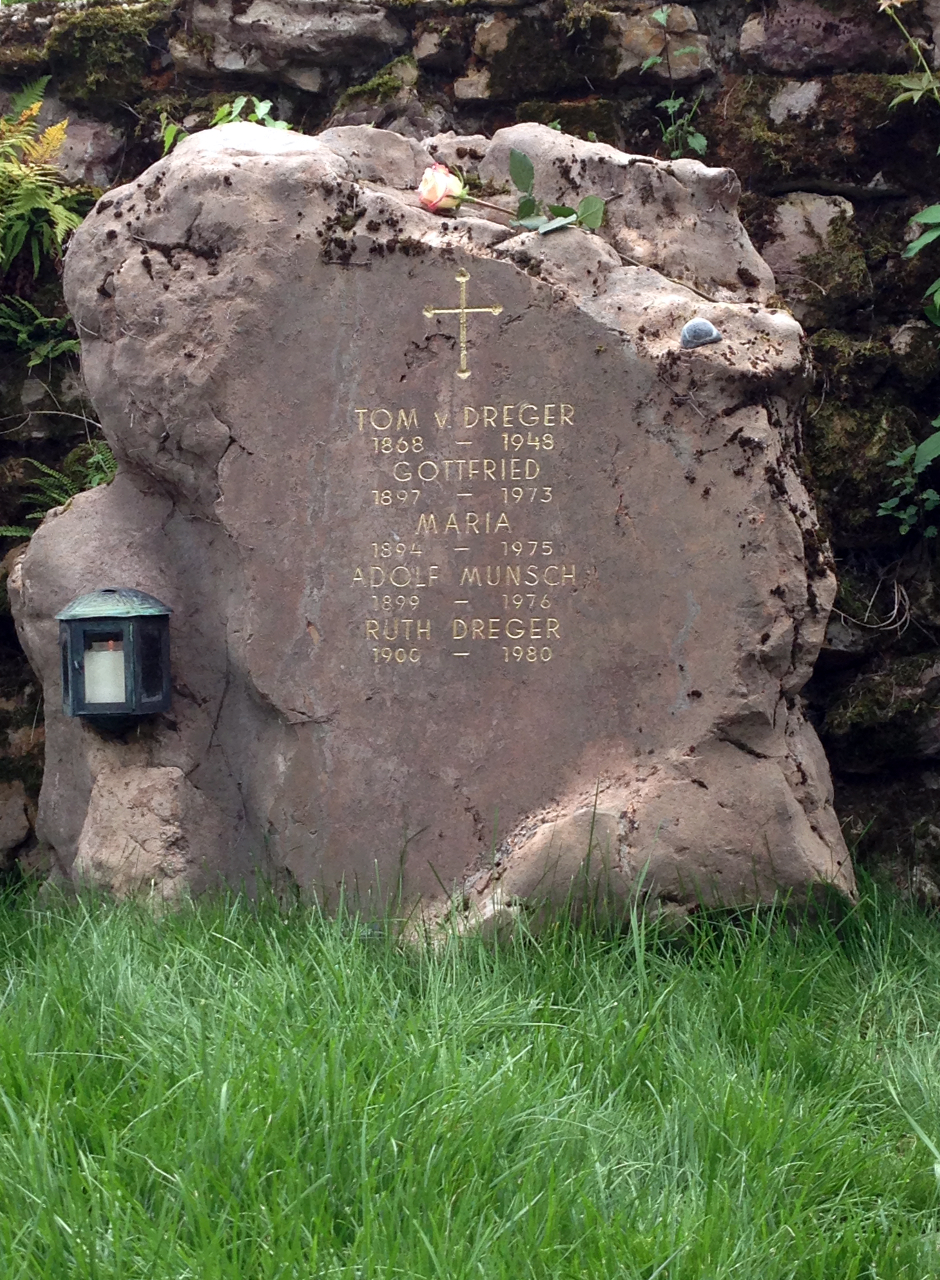
Grabstätte Tom von Dreger und Angehörige

Tom von Dreger (* 2. Oktober 1868 in Brünn; † 30. Juli 1948 in Wien; eigentlich Thomas Richard von Dreger) war ein österreichischer Porträt-, Historien- und Genremaler.

## Leben und Werk
Der Sohn des k.u.k. Oberst Gottfried Eugen Edler von Dreger (1827 – 8. Dezember 1907 in Baden bei Wien) und dessen Ehefrau Mary, geborene Greaves, studierte in den Jahren von 1884 bis 1885 und von 1887 bis 1888 an der Akademie der bildenden Künste in Wien, seine Lehrer dort waren August Eisenmenger, Siegmund L’Allemand und Heinrich von Angeli. Danach unternahm er Studienreisen nach Venedig, wo er bei Eugene de Blaas und Ludwig Passini an der Accademia di belle arti di Venezia Unterricht nahm. Daraufhin studierte ein Jahr lang an der Münchener Akademie bei Alexander von Liezen-Mayer, ehe er sich für sieben Jahre an die angesehene Académie Julian nach Paris begab, wo er in den Jahren von 1893 bis 1899 im Salon de la Société nationale des beaux-arts unter dem Namen T. R. de Dreger ausstellte.
1892 heiratete er Henriette Allesch. Aus der Ehe gingen fünf Kinder hervor.
- Martha (1893–1941), verehelichte Garnhaft;
- Marie (1894–1975), verehelichte Munsch;
- Gottfried, Ing. (1897–1973), Gartentechniker;
- Ruth (1900–1980), Konzertsängerin und Klavierlehrerin;
- Lea (1902–1914).

Nach dem Pariser Aufenthalt lebte er in seinem Haus in Nußschloss. 1906 wurde Tom von Dreger endgültig in Wien ansässig, von wo aus er zahlreiche Studienreisen nach Siebenbürgen, Deutschland, Italien, Schweden, Holland und die Vereinigten Staaten unternahm. In Wien fertigte er 1916 zwei Altarbilder für die Votivkirche und avancierte zum bevorzugten Porträtisten des Österreichischen Kaiserhauses und der Wiener Gesellschaft.
Im Laufe der Jahre schuf er unzählige Bildnisse von Staats- und Kirchenmännern sowie von führenden Persönlichkeiten aus Wirtschaft, Wissenschaft und Kunst in ganz Europa und in Übersee. Die meisten seiner Bilder befinden sich heute in Privatbesitz, aber auch in staatlichen Sammlungen, wie etwa in der Gemäldesammlung des Wiener Heeresgeschichtlichen Museums oder in öffentlichen Gebäuden, wie dem Bundesministerium für Unterricht, Kunst und Kultur und dem Historischen Museum in Wien.
Das seit dem Jahr 2014 ehrenhalber gewidmete Grab des Künstlers befindet sich auf dem Neustifter Friedhof.

## Ausstellungen
- 1893–1999 Salons de la Société nationale des beaux-arts, Paris
- 1897 Große Deutsche Kunstausstellung, Berlin
- 1903 38. Jahresausstellung Künstlerhaus Wien
- 1931 Werkausstellung mit einhundert Gemälden aus den Jahren 1888–1931, veranstaltet durch den Österreichischen Künstlerbund im Kaiser Josef Stöckl, Augarten

## Auszeichnungen
- 1895 Mention honorable, Paris

## Werke (Auswahl)

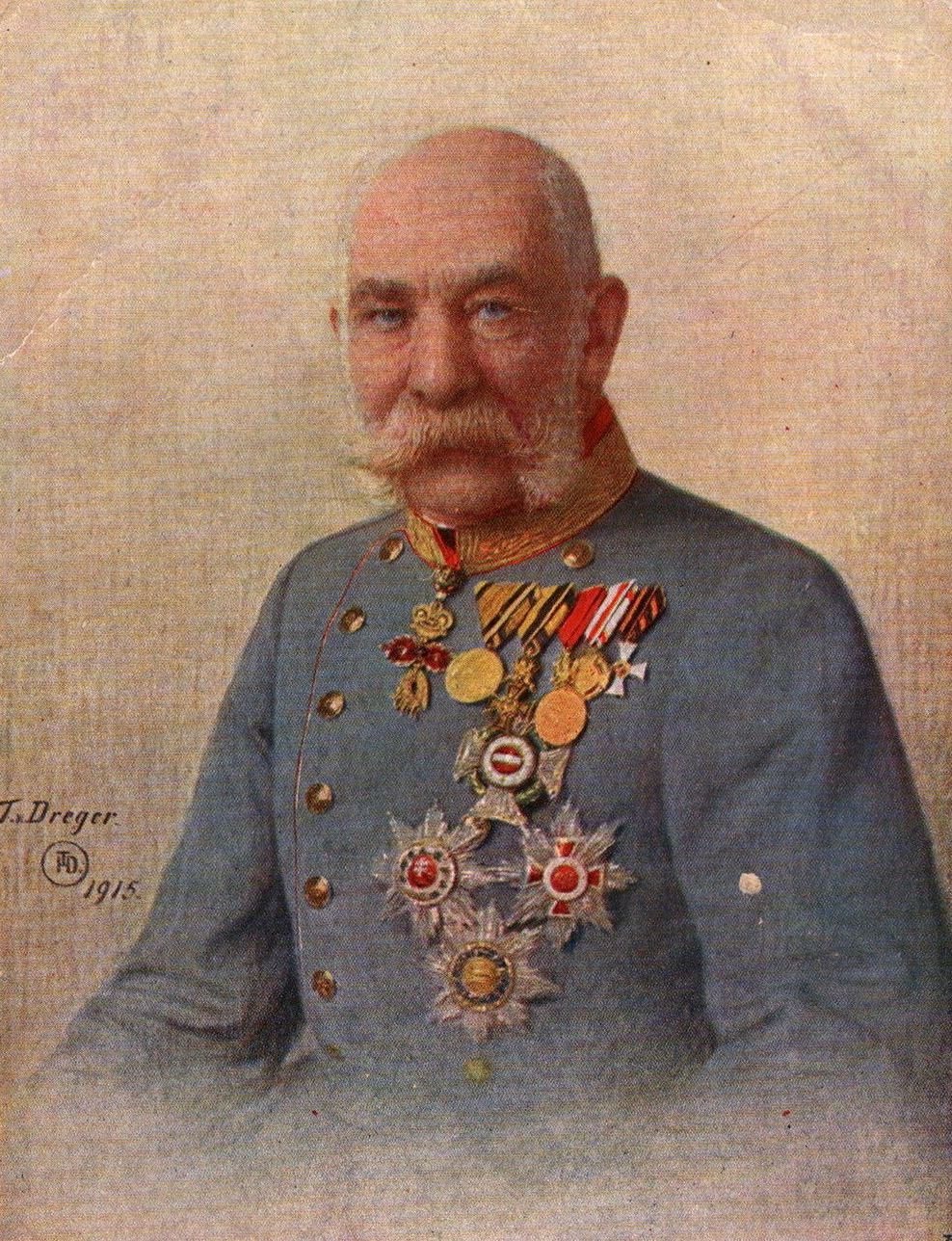
Kaiser Franz Joseph I. in Generalsuniform
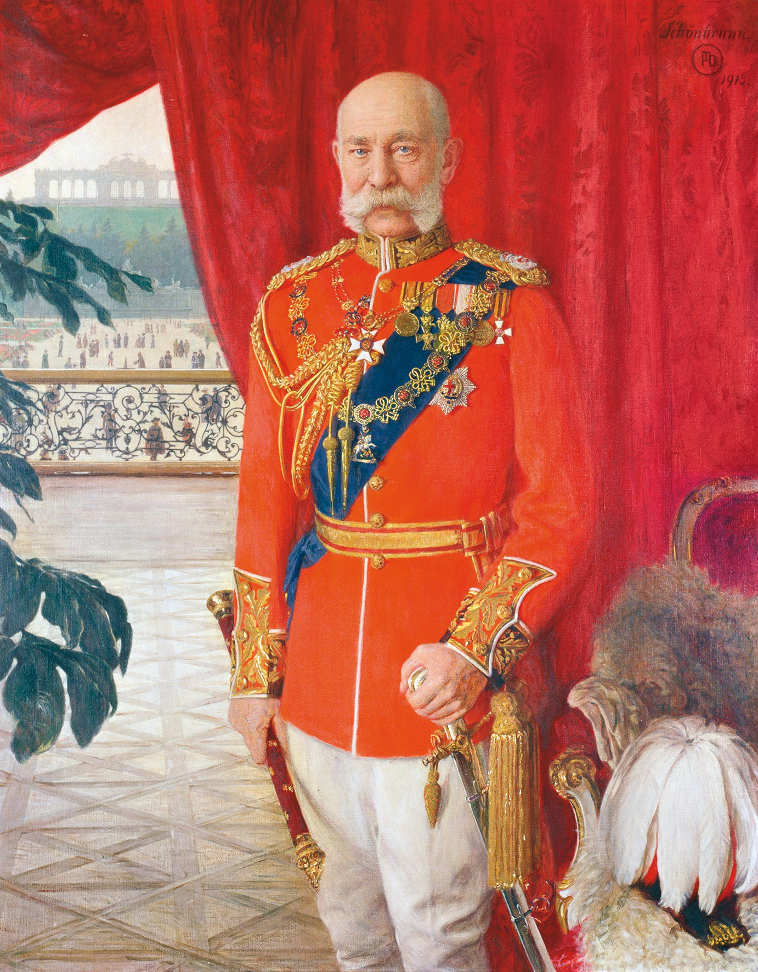
Kaiser Franz Joseph I. in Schloß Schönbrunn
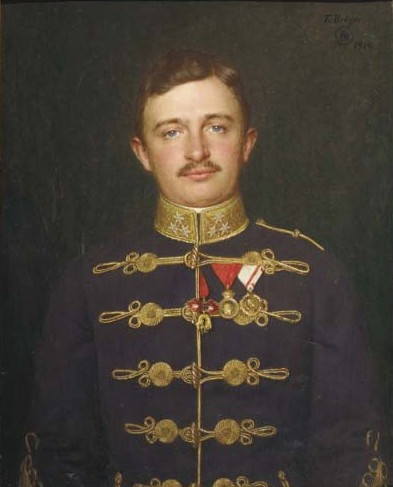
Erzherzog Carl Joseph von Österreich
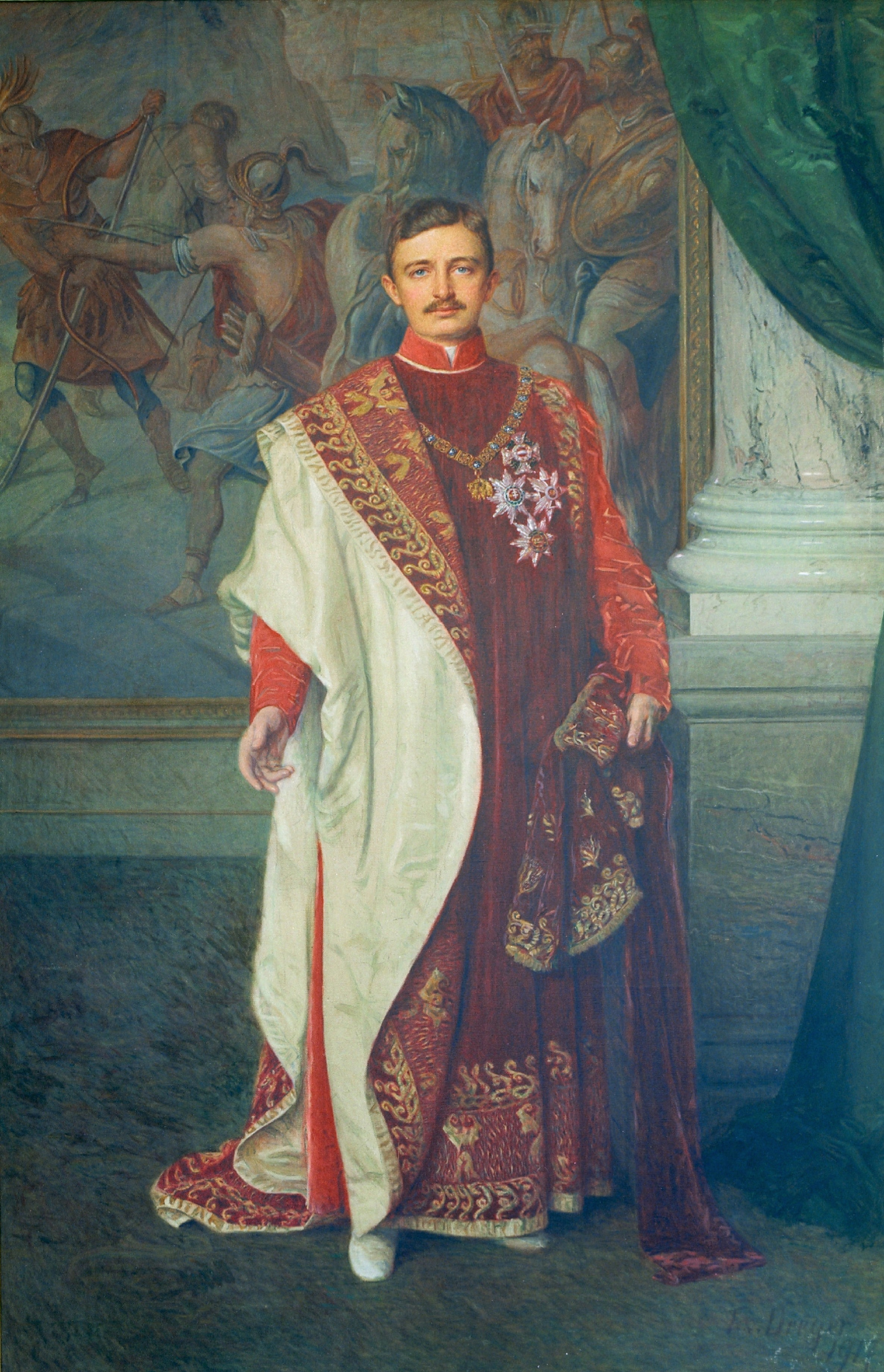
Kaiser Karl I. im Ornat des Ordens vom Goldenen Vlies
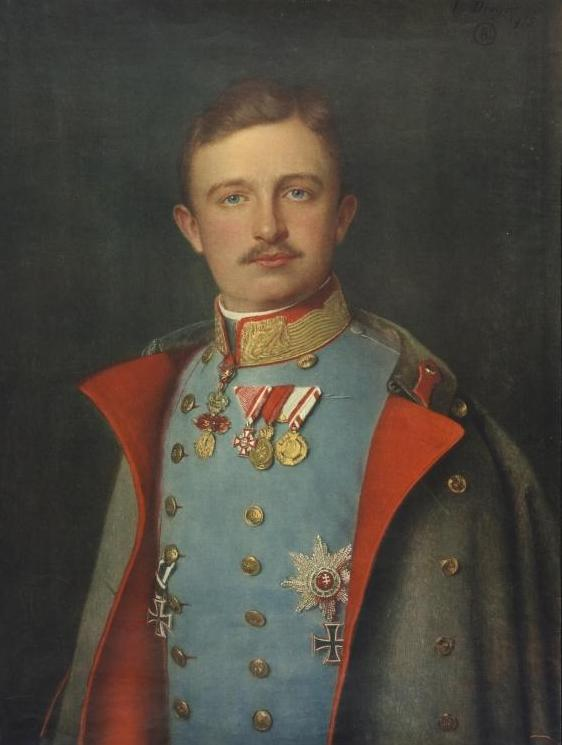
Kaiser Karl I. von Österreich-Ungarn
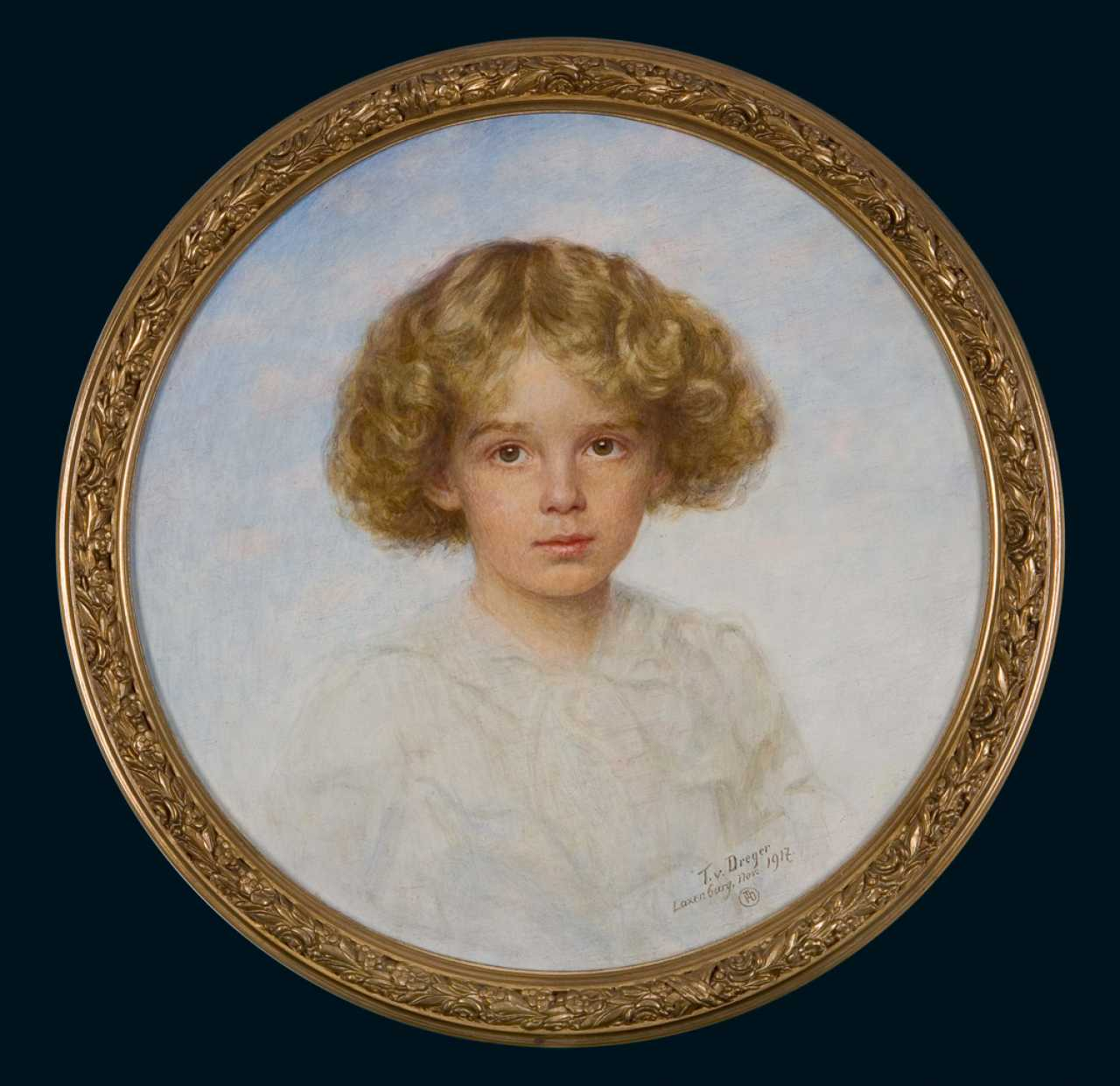
Kronprinz Otto von Österreich-Ungarn
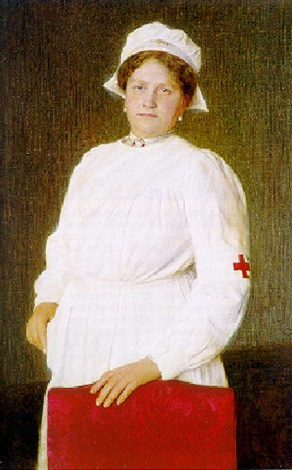
Erzherzogin Maria Josepha in Schwesterntracht
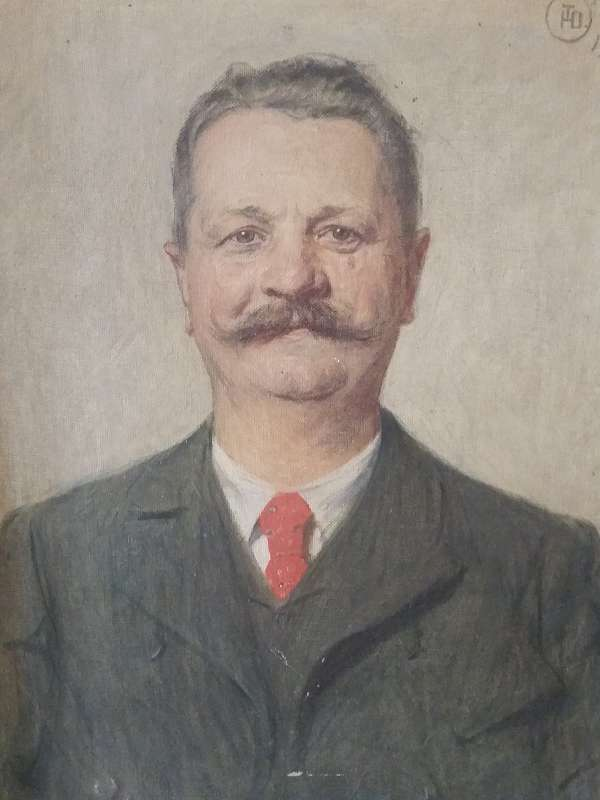
Architekt Josef Drexler
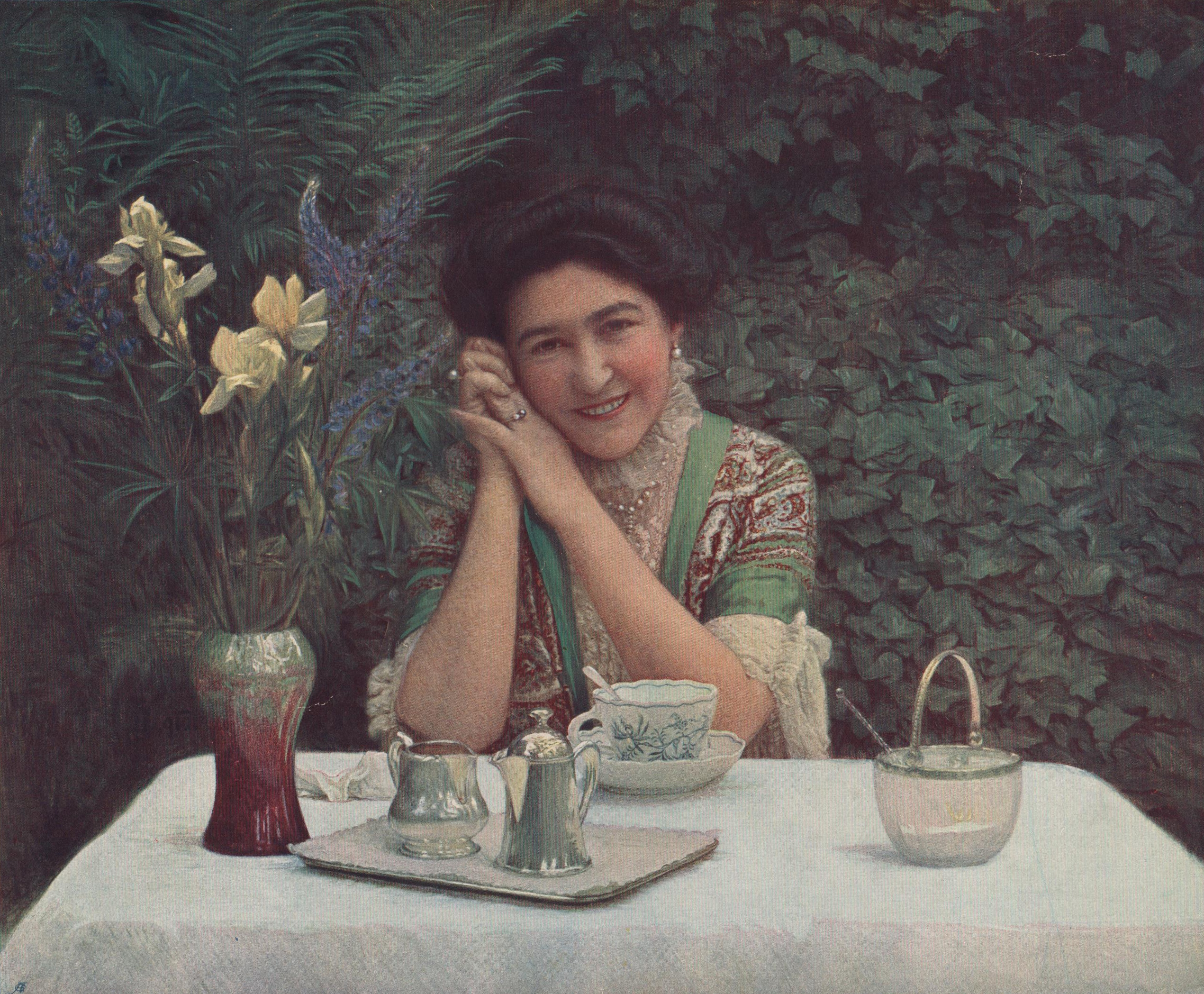
Selma Kurz-Halban
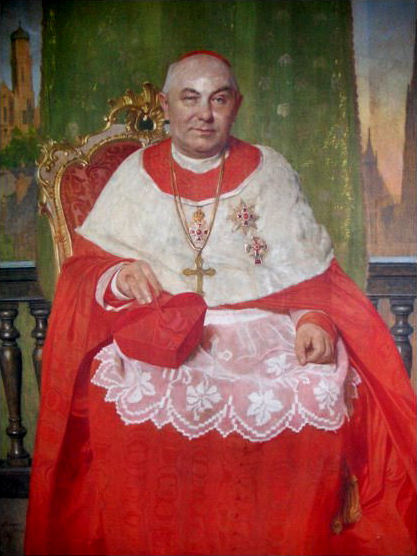
Friedrich Kardinal Piffl
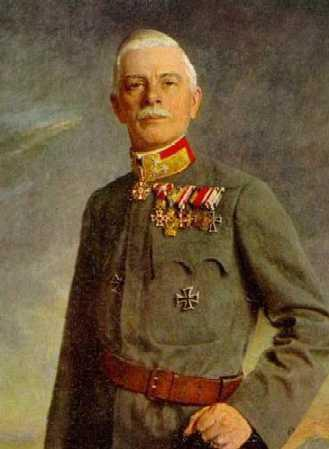
Rudolf Stöger-Steiner von Steinstätten in Generalsuniform
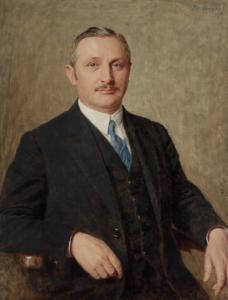
Bundeskanzler Rudolf Ramek
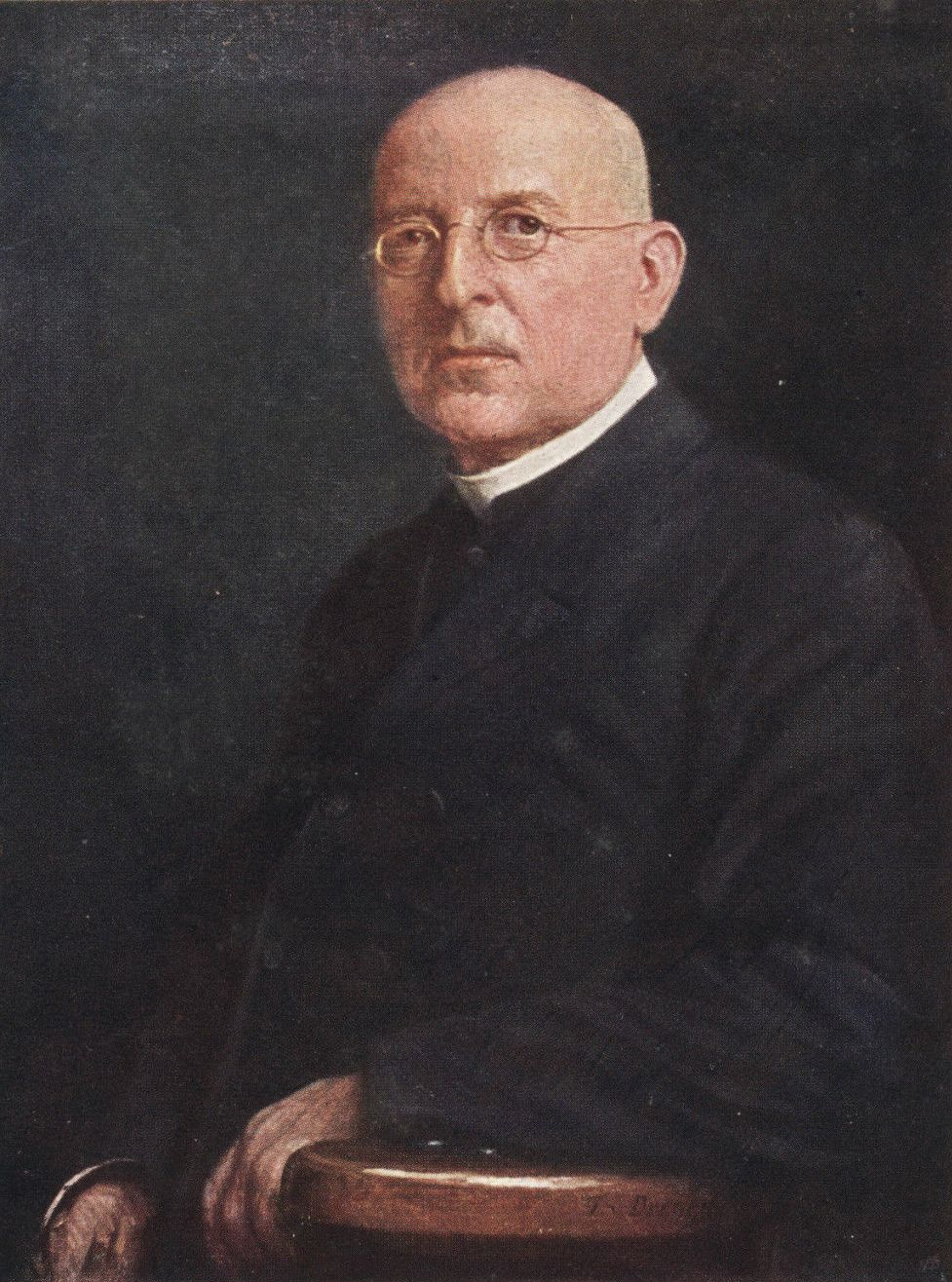
Bundeskanzler Ignaz Seipel
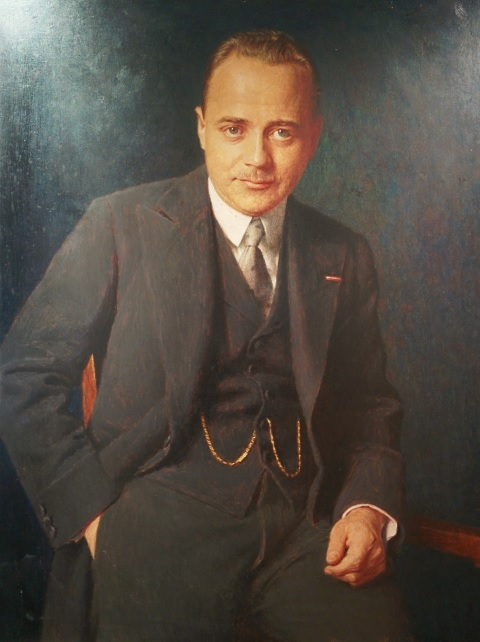
Bundeskanzler Engelbert Dollfuß
Guido Adler
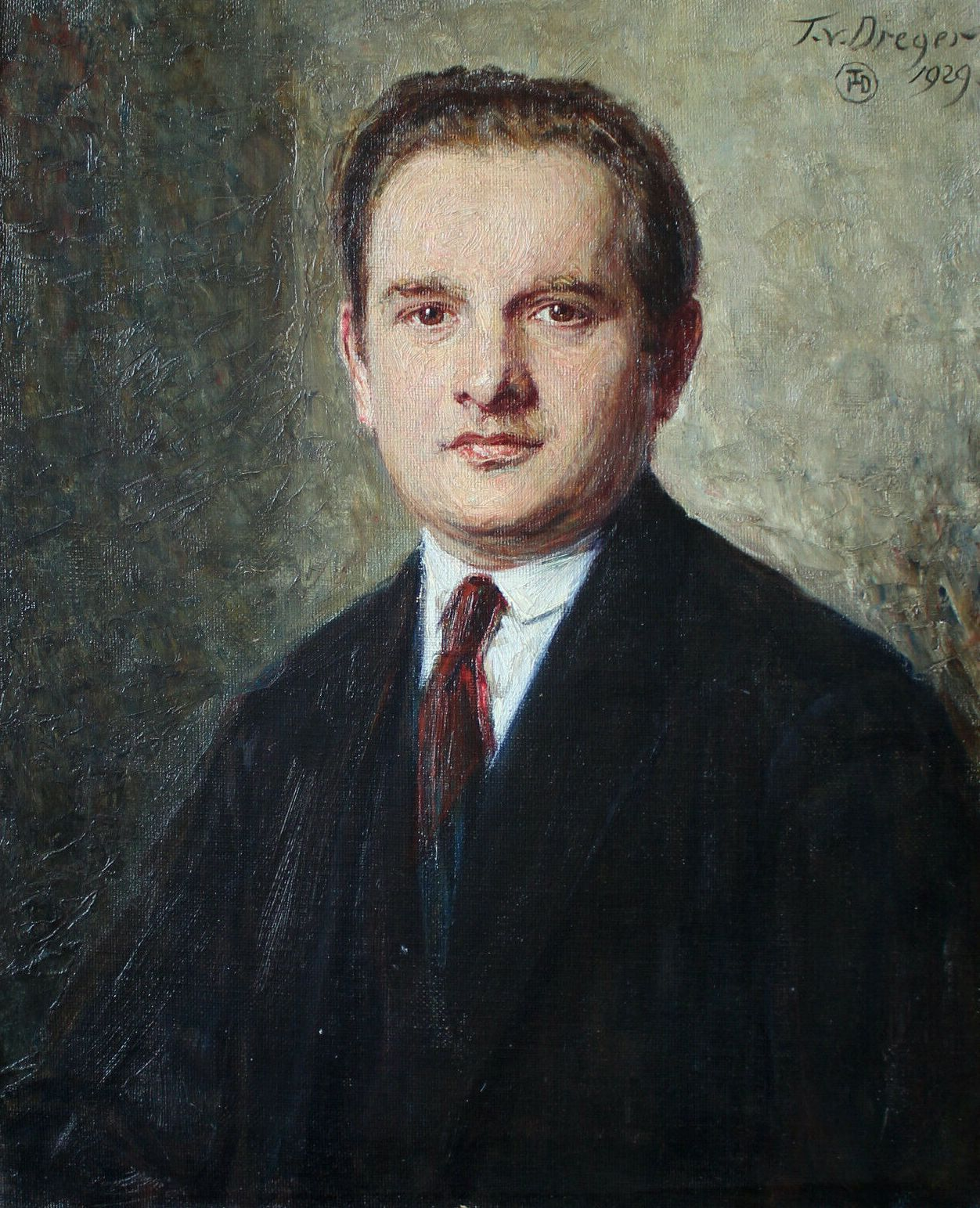
Josef Koller, Maler
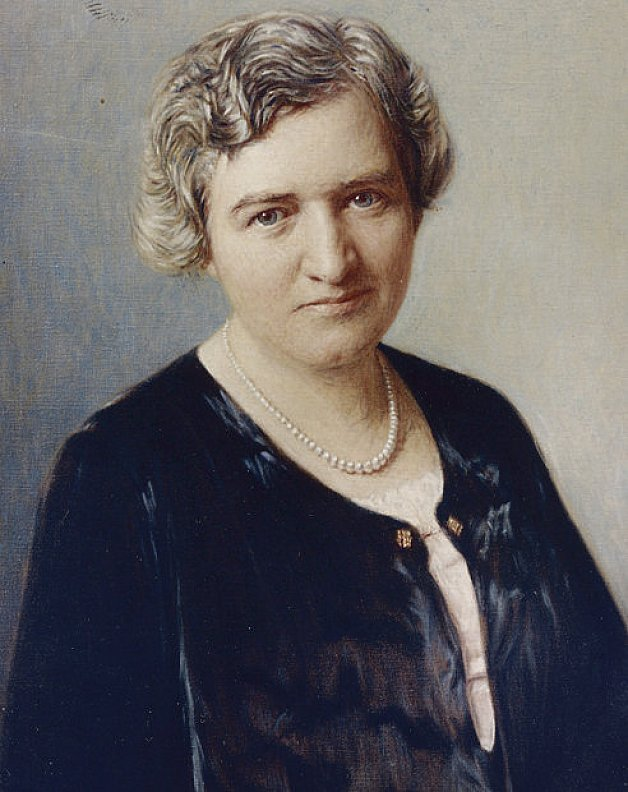
Hildegard Burjan

### Porträts
- 1899 Leo Belmonte (1875–1956), befreundeter Maler in Paris
- 1910 Emil Hertzka
- 1911 Leo und Maguerite Belmonte
- 1913 Kaiser Franz Joseph I.
- 1913 Josef Drexler
- 1915 Felix Ritter von Mayer-Tenneburg, Präsident des Österreichischen Touren Clubs
- 1916 Erzherzogin Maria Josepha
- 1916 Alexander von Krobatin
- 1917 Kaiser Karl I. (mehrfach)
- 1917 Kronprinz Otto
- 1917 Kardinal Friedrich Gustav Piffl
- 1917 Rudolf Stöger-Steiner von Steinstätten
- 1925 Bundeskanzler Ignaz Seipel (5 Bildnisse)
- 1929 Josef Koller
- 1932 Hildegard Burjan
- 1933 und 35/36 Kardinal Theodor Innitzer (u. a. Im vollen Ornat)
- 1934 Carl Freiherr von Karwinsky und Gemahlin
- 1934 Bundeskanzler Engelbert Dollfuß, (mehrfach, u. a.: im Parlamentsclub der ÖVP Wien; Öl auf Leinwand, ca. 90×70 cm im Heeresgeschichtliches Museum Wien[4])
- 1934 Papst Pius XI.
- 1934 Guido Adler
- 1934 Kurt von Schuschnigg und Gemahlin
- 1937 Bundeskanzler Rudolf Ramek
- 1946 Ludwig Adamovich senior (1890–1955) als Rektor der Universität Wien 1945–1947

### Religiöse Gemälde
- 1916 Anbetung Christi und Abendmahl, zwei Altarbilder für die Votivkirche in Wien
- 1924 Altarbild Heilige Magdalena Sophie Barat für die Klosterkirche Sacré Coeur Pressbaum

### Genrebilder
- 1912 Der Farbenreiber
- 1912 Rumänischer Bettler
- 1916 Die Anbetung
- 1919 Der alte Geiger
- 1940 Wiens hundertjährige Wäscherin

### Schriften
- 1918 Gemälde-Ausstellung. Militär-Kasino. Wien.
- 1946 Wie ich sehen gelernt, Wien, Holzhausens Nachf.